# Dexamine
Dexamine är ett släkte av kräftdjur som beskrevs av Leach 1814. Dexamine ingår i familjen Dexaminidae.
Kladogram enligt Catalogue of Life och Dyntaxa:
| Dexamine | \| \| Dexamine spinosa \| \| \| \| \| \| Dexamine thea \| \| \| \| |
|          | \| \| Dexamine spinosa \| \| \| \| \| \| Dexamine thea \| \| \| \| |
|          | Aberratylus                                                        |
|          |                                                                    |
|          | Anatylus                                                           |
|          |                                                                    |
|          | Atylus                                                             |
|          |                                                                    |
|          | Dexamonica                                                         |
|          |                                                                    |
|          | Guernea                                                            |
|          |                                                                    |
|          | Kamehatylus                                                        |
|          |                                                                    |
|          | Lepechinella                                                       |
|          |                                                                    |
|          | Nototropis                                                         |
|          |                                                                    |
|          | Paradexamine                                                       |
|          |                                                                    |
|          | Polycheria                                                         |
|          |                                                                    |
|          | Syndexamine                                                        |
|          |                                                                    |
|          | Tritaeta                                                           |
|          |                                                                    |
|          | Dexamine spinosa                                                   |
|          |                                                                    |
|          | Dexamine thea                                                      |
|          |                                                                    |

|  | Dexamine spinosa |
|  |                  |
|  | Dexamine thea    |
|  |                  |